# Macario de Corinto
Macario de Corinto (nombre de pila: Macarius Notaras, en griego: Μακάριος Νοταρᾶς; Corinto, 1731–Quíos, 1805), obispo metropolitano de Corinto, fue un escritor místico y espiritual que trabajó para revivir y principalmente mantener a la Iglesia Ortodoxa Oriental bajo dominio turco. Macario es más célebre por su colaboración con Nicodemo de la Montaña Sagrada en la recopilación y compilación del texto ascético de la Filocalia.
Macario fue obispo de Corinto entre 1765 y 1769 y, a partir de entonces, obispo sin sede. Como coeditor de la Filocalia, fue uno de los fundadores del neohesicasmo Es venerado como un santo de la Iglesia Ortodoxa. Su festividad se celebra el 17 de abril.

## Biografía
Macario nació en Corinto en 1731. Descendía de la familia bizantina se los Notaras, cuyos representantes más famosos fueron el último Megaduque (Gran Duque) del Imperio Bizantino Lucas Notaras († 1453 en Constantinopla) y su hija Anna Notaras († 1507 en Venecia).
Macario se sintió llamado a la vida espiritual desde su juventud, y según sus hagiógrafos no tenía interés en las vanidades del mundo. Para hacerse monje, se escapó de la casa de sus padres y fue al monasterio de Mega Spilaio, en las montañas del Peloponeso, pero los padres no se atrevieron a acogerlo por miedo a su famosa familia. Así, Macario tuvo que volver a su rica casa paterna por necesidad y contrición, donde se dedicó entonces con la mayor devoción al estudio de los escritos espirituales. 

### Obispo de Corinto
A la edad de 28 años, tenía tal reputación de sabiduría que fue puesto a cargo de la escuela de Corinto. Aceptó este cargo por compasión ante el hecho de que muchos niños de la ciudad se quedaban sin educación. Según sus hagiógrafos, demostró ser tan bueno que, tras solo seis años, se le confió el cargo de obispo. Su predecesor había estado muy enfermo en su vejez y ya no podía ocuparse del obispado en la medida necesaria. Lo primero que hizo Macario fue despedir a los clérigos sin formación y comprometidos políticamente y, al ordenar a jóvenes sacerdotes, se aseguró de que los más antiguos pudieran ser relevados. Estos nuevos sacerdotes habían sido previamente formados a fondo tanto en la doctrina como en la práctica litúrgica, no solo en las iglesias parroquiales, sino también en los monasterios. Para promover el despertar espiritual de la nación griega, Macario, como obispo, fundó numerosas escuelas.

### Huida al monte Athos
Tras la quinta guerra ruso-turca de 1768, algunos griegos del Peloponeso se sublevaron precipitadamente, confiando en la ayuda de Rusia, que, sin embargo, solo se preocupaba ostensiblemente por las ganancias territoriales en el sur de Ucrania, Crimea y el norte del Cáucaso. Tras la evidente decepción de los intereses griegos, se esperaban las habituales medidas de represalia de los turcos contra personalidades griegas. En tales circunstancias, el obispo Macario huyó con toda su familia a la isla jónica de Zacinto y poco después a la isla de Hidra, a 65 km al suroeste de Atenas. Teodosio II, patriarca ecuménico de Constantinopla de 1769 a 1773, nombró nuevos obispos para el Peloponeso bajo la presión de la Sublime Puerta y así también obligó a dimitir al obispo Macario de Corinto, aunque no había violado en absoluto los cánones del derecho canónico. Como obispo sin sede, Macario fue al santo Monte Athos para retirarse al silencio de la oración, pero tampoco allí se libró de las polémicas de la época, como las que rodearon a la comunidad de los Kolivades. Una y otra vez, Macario tuvo que defender las tradiciones sagradas también allí, y al negarse a celebrar la misa conmemorativa del Patriarca de Alejandría en domingo en el monasterio de Kutlumusion, tuvo que abandonar la montaña sagrada en 1775 y emigrar a Quíos para unirse a otros athonitas que ya se habían exiliado antes que él.

### LaFilocalia
Tras la muerte de su padre en 1776, Macario dejó su herencia a sus hermanos y se fue a Esmirna para profundizar en su fe a través de la lectura de escritos espirituales.
En el monte Athos, había descubierto un manuscrito de la Filocalia en el monasterio de Vatopedi, que entregó a Nicodemo el Hagiorita para su corrección en 1777. En 1782, esta colección de fuentes apareció como una edición de cinco volúmenes en Venecia (Φιλοκαλία τῶν ἱερῶν νηπτικῶν, Philokalía tōn hierṓn nēptikṓn, literalmente Amor a la Belleza de los Santos Sabios). Esta recopilación incluía textos griegos de espiritualidad ortodoxa desde los antiguos Padres de la Iglesia hasta los hesicastas de la Baja Edad Media, por lo que se hizo tan popular en el mundo ortodoxo como guía espiritual que difundió el hesicasmo mucho más allá del monacato.
Con la ayuda de Nicodemo el Hagiorita, Macario también publicó los cuatro volúmenes de los Evergetinos, seguidos de series de escritos sobre la comunión diaria y sobre nuevos mártires.

### Últimos años y muerte
Tras el fin de su labor editorial, se retiró a una pequeña celda en Quíos y pasó sus últimos años en silencio y oración. Tras recibir el Gran Esquema (megaloschemos), dejó de celebrar, pero siguió predicando en varias iglesias de la isla. Durante este tiempo también preparó a varios nuevos mártires, como San Polidoro de Chipre († 1794, ahorcado por los otomanos), San Teodoro de Bizancio († 1795 en Mitilene, ahorcado por los otomanos) y San Dimitrios del Peloponeso († 1803 en Trípoli, decapitado por los otomanos).
En 1804, Macario sufrió una apoplejía y quedó paralizado del lado derecho. Poco antes de su muerte, en 1805, Makarios pidió a Nicéforo de Quíos que completara y publicara su libro El nuevo Leimonarion. Murió el 17 de abril de 1805. 

## Oración del corazón
Con su amigo Nicodemo, Macario compiló los cinco tomos de la Filocalia, que fueron publicados por primera vez en Venecia en 1782. Fue la publicación de estos textos sagrados y espirituales lo que condujo a una renovación del movimiento hesicasta en la iglesia ortodoxa oriental.[cita requerida]
El término de Filocalia (amor de lo bello) usado para los textos, tenía el propósito de consagrar la historia de la Oración de Jesús (u Oración del corazón), cuya práctica espiritual es llamada Hesicasmo. En la perspectiva de Macario y Nicodemo, es este amor a la belleza lo que revive y da fe a los desesperanzados. La historia de esta oración comienza con los padres del desierto, entre ellos Antonio Magno, y el texto termina con Gregorio Palamás. El título apela a la tradición contemplativa, en que enseña el entendimiento del Reino de Dios interior o místico dentro de cada persona. El espíritu de Dios es considerado una brasa que se debe cultivar en un fuego abierto. Según los autores, este fuego perpetuo arde en el corazón, en el amor por todas las cosas, lo que significa participar de la energía de Dios, que es amor. (Levítico 9:24) 
Para Macario y Nicodemo, es dentro de la Filocalia (es decir, dentro del amor a lo bello) que se aprende cómo navegar apropiadamente a través de las pasiones y la depravación de la existencia que llamamos Mundo. El propósito de la contemplación es «el amor de la belleza», en particular la belleza infinita que es Dios, en tanto que si la existencia fuera verdaderamente mala, no podría contener ni expresar belleza. Esta expresión transmite, según Nicodemo y Macario, la verdad sobre la vida y propósito divinos (ascéticos) que el corazón aprende a través de la práctica de la Oración. Esta práctica es llamada Hesicasmo, y según ella Dios en sus energías es amor. Por tanto, es esta belleza, según estos filósofos rusos, la que «salvará al mundo».